# Pennyworth
Pennyworth es una serie de televisión de drama estadounidense, basada en personajes publicados por DC Comics y creada por Bob Kane y Bill Finger, que se estrenó el 28 de julio de 2019 en Epix y finalizó el 24 de noviembre de 2022 tras ser cancelada en febrero de 2023. 

## Sinopsis
Pennyworth sigue al «mayordomo de Bruce Wayne, Alfred Pennyworth, un exsoldado británico de SAS que forma una compañía de seguridad y va a trabajar con Thomas Wayne, el padre multimillonario de Bruce, en la década de 1960 en Londres».

## Elenco y personajes

### Principales
- Jack Bannon como Alfred Pennyworth
- Ben Aldridge como Thomas Wayne
- Hainsley Lloyd Bennett como Deon «Bazza» Bashford
- Ryan Fletcher como Wallace «Dave Boy» McDougal
- Dorothy Atkinson como Mary Pennyworth
- Ian Puleston-Davies como Arthur Pennyworth
- Paloma Faith como Bet Sykes
- Jason Flemyng como Lord James Harwood
- Polly Walker como Peggy Sykes
- Emma Paetz como Martha Kane
- Ramon Tikaram como el Detective Inspector Victor Aziz
- Edward Hogg como el Coronel John Salt
- Harriet Slater como Sandra Onslow
- Jessye Romeo como Katie Browning
- Simon Manyonda como Lucius Fox
- James Purefoy como el Capitán Gulliver «Gully» Troy / Capitán Inglaterra

### Recurrentes
- Emma Corrin como Esme Winikus
- Jessica Ellerby como La Reina
- Danny Webb como John Ripper
- Freddy Carter como Jason Ripper
- Richard Clothier como El Primer Ministro
- Ben Wiggins como Español
- Saikat Ahamed como el Sr. Chadley
- Simon Day como Sid Onslow
- Jennie Goossens como la Sra. Spicer
- Steve Edwin como el Sr. Spicer
- Anna Chancellor como Frances Gaunt
- Sarah Alexander como Undine Thwaite
- Charlie Woodward como el Capitán John Curzon
- Salóme Gunnarsdóttir como Patricia Wayne
- Jessica De Gouw como Melanie Troy

## Episodios
| Temporada | Temporada | Episodios | Estreno                 | Final                    | Audiencia media | Audiencia media | Audiencia media |
| Temporada | Temporada | Episodios | Estreno                 | Final                    | Espectadores    | Cuota           |                 |
| --------- | --------- | --------- | ----------------------- | ------------------------ | --------------- | --------------- | --------------- |
|           | 1         | 10        | 28 de junio de 2019     | 29 de septiembre de 2019 |                 |                 |                 |
|           | 2         | 10        | 13 de diciembre de 2020 | 11 de abril de 2021      |                 |                 |                 |
|           | 3         | 10        | 6 de octubre de 2022    | 10 de noviembre de 2022  |                 |                 |                 |
| TOTAL     | TOTAL     | 30        |                         |                          |                 |                 |                 |

### Primera temporada (2019)
| N.º en serie | N.º en temp. | Título                                              | Dirigido por    | Escrito por  | Fecha de emisión original | Código de prod. |
| ------------ | ------------ | --------------------------------------------------- | --------------- | ------------ | ------------------------- | --------------- |
| 1            | 1            | «Pilot» «Piloto»                                    | Danny Cannon    | Bruno Heller | 28 de julio de 2019       | U13.13501       |
| 2            | 2            | «The Landlord's Daughter» «La hija del propietario» | Danny Cannon    | Bruno Heller | 4 de agosto de 2019       | U13.13502       |
| 3            | 3            | «Martha Kane»                                       | Bill Eagles     | Bruno Heller | 11 de agosto de 2019      | U13.13503       |
| 4            | 4            | «Lady Penelope»                                     | China Moo-Young | Bruno Heller | 11 de agosto de 2019      | U13.13504       |
| 5            | 5            | «Shirley Bassey»                                    | Rob Bailey      | Bruno Heller | 18 de agosto de 2019      | U13.13505       |
| 6            | 6            | «Cilla Black»                                       | Bill Eagles     | Bruno Heller | 25 de agosto de 2019      | U13.13506       |
| 7            | 7            | «Julie Christie»                                    | Clare Kilner    | Bruno Heller | 8 de septiembre de 2019   | U13.13507       |
| 8            | 8            | «Sandie Shaw»                                       | Jon East        | Danny Cannon | 15 de septiembre de 2019  | U13.13508       |
| 9            | 9            | «Alma Coogan»                                       | Rob Bailey      | Bruno Heller | 22 de septiembre de 2019  | U13.13509       |
| 10           | 10           | «Marianne Faithful»                                 | Danny Cannon    | Bruno Heller | 29 de septiembre de 2019  | U13.13510       |

### Segunda temporada (2020-2021)
| N.º en serie | N.º en temp. | Título                                              | Dirigido por       | Escrito por   | Fecha de emisión original | Código de prod. |
| ------------ | ------------ | --------------------------------------------------- | ------------------ | ------------- | ------------------------- | --------------- |
| 11           | 1            | «The Heavy Crown» «La corona pesada»                | Danny Cannon       | Bruno Heller  | 13 de diciembre de 2020   | —               |
| 12           | 2            | «The Burning Bridge» «El puente en llamas»          | Danny Cannon       | Bruno Heller  | 20 de diciembre de 2020   | —               |
| 13           | 3            | «The Belt and the Welt» «El cinturón y el verdugón» | Rob Bailey         | Jimmy Dowdall | 27 de diciembre de 2020   | —               |
| 14           | 4            | «The Hunted Fox» «El zorro cazado»                  | Rob Bailey         | Seth Sinclair | 27 de diciembre de 2020   | —               |
| 15           | 5            | «The Bleeding Heart» «Corazón sangrante»            | Jon East           | Hannah Boschi | 7 de marzo de 2021        | —               |
| 16           | 6            | «The Rose and Thorn» «La rosa y la espina»          | Jon East           | Bruno Heller  | 14 de marzo de 2021       | —               |
| 17           | 7            | «The Bloody Mary» «Bloody Mary»                     | Catherine Morshead | Jimmy Dowdall | 21 de marzo de 2021       | —               |
| 18           | 8            | «The Hangman’s Noose» «La soga del verdugo»         | Catherine Morshead | Seth Sinclair | 28 de marzo de 2021       | —               |
| 19           | 9            | «Paradise Lost» «Paraíso perdido»                   | Rob Bailey         | Hannah Boschi | 4 de abril de 2021        | —               |
| 20           | 10           | «The Lion and Lamb» «El león y el cordero»          | Rob Bailey         | Bruno Heller  | 11 de abril de 2021       | —               |

### Tercera temporada (2022)
| N.º en serie | N.º en temp. | Título                                         | Dirigido por   | Escrito por   | Fecha de emisión original | Código de prod. |
| ------------ | ------------ | ---------------------------------------------- | -------------- | ------------- | ------------------------- | --------------- |
| 21           | 1            | «Well to do» «Bien por hacer»                  | Rob Bailey     | Bruno Heller  | 6 de octubre de 2022      | —               |
| 22           | 2            | «Many clouds» «Muchas nubes»                   | Rob Bailey     | John Stephens | 6 de octubre de 2022      | —               |
| 23           | 3            | «Comply or die» «Cumplir o morir»              | Jon East       | Robert Hull   | 6 de octubre de 2022      | —               |
| 24           | 4            | «Silver birch» «Abedul de plata»               | Jon East       | Hannah Boschi | 13 de octubre de 2022     | —               |
| 25           | 5            | «Rhyme ‘n’ reason» «Rima y razón»              | Jill Robertson | Robert Hull   | 20 de octubre de 2022     | —               |
| 26           | 6            | «Hudgehunter» «Cazador de Hudge»               | Jill Robertson | John Stephens | 27 de octubre de 2022     | —               |
| 27           | 7            | «Don't push it» «No lo presiones»              | Danny Cannon   | John Stephens | 3 de noviembre de 2022    | —               |
| 28           | 8            | «Red marauder» «Merodeador rojo»               | Sheree Folkson | Hannah Boschi | 10 de noviembre de 2022   | —               |
| 29           | 9            | «Rag trade» «Comercio de trapos»               | Rob Bailey     | Robert Hull   | 17 de noviembre de 2022   | —               |
| 30           | 10           | «Highland wedding» «Boda de las tierras altas» | Rob Bailey     | Bruno Heller  | 24 de noviembre de 2022   | —               |

## Producción

### Desarrollo
El 16 de mayo de 2018, se anunció que Epix había otorgado la producción de la serie para una primera temporada que constaba de diez episodios. Se esperaba que el episodio piloto fuera escrito por Bruno Heller y dirigido por Danny Cannon, quienes también iban a ser productores ejecutivos de la serie. El 6 de febrero de 2019, se anunció durante la gira anual de prensa de invierno de Television Critics Association que la serie se estrenaría en junio de 2019. El 24 de abril de 2019, se anunció que la serie se estrenará el 28 de julio de 2019.

### Reparto
En octubre de 2018, se anunció que Jack Bannon, Ben Aldridge, Ryan Fletcher, Hainsley Lloyd Bennett, Paloma Faith, y Jason Flemyng habían sido elegidos en los papeles principales. El 4 de diciembre de 2018, se informó que Polly Walker se había unido en un papel recurrente. El 20 de marzo de 2019, Emma Paetz y Jessica Ellerby fueron elegidas como Martha Wayne y la Reina.

### Rodaje
La fotografía principal de la serie comenzó el 22 de octubre de 2018 en Warner Bros. Studios en Leavesden, Hertfordshire, Inglaterra. Además, se tomaron varias tomas en Londres, incluida la selección del edificio emblemático Florin Court como el hogar y el vecindario de uno de los personajes principales de la serie.

## Recepción
En Rotten Tomatoes la serie tiene un índice de aprobación del 67%, basado en 21 reseñas, con una calificación promedio de 7.56/10. El consenso crítico del sitio dice, «Mientras que los intrigantes personajes y las impresionantes piezas de juego son un atractivo thriller de espías, Pennyworth no añade mucho al gran mito de Batman». En Metacritic, tiene puntaje promedio ponderado de 62 sobre 100, basada en 8 reseñas, lo que indica «críticas generalmente favorables».
Sam Barsanti de The A.V. Club le dio una C a la serie, señalando que Pennyworth «sería casi más entretenido si cambiara algunos de los nombres y abandonara por completo la conexión con el cómic, al menos entonces no habría preguntas que distraigan sobre por qué Thomas Wayne tiene una hermana y por qué está trabajando secretamente para el gobierno en lugar de convertirse en un médico rico en su país natal. Sin embargo, tal como está, la serie es tan entretenida como frustrante, sintiéndose como una adaptación de un cómic basado en las películas de Sherlock Holmes de Guy Ritchie (con todo el británico que ello implica)».